# Le Menagier de Paris

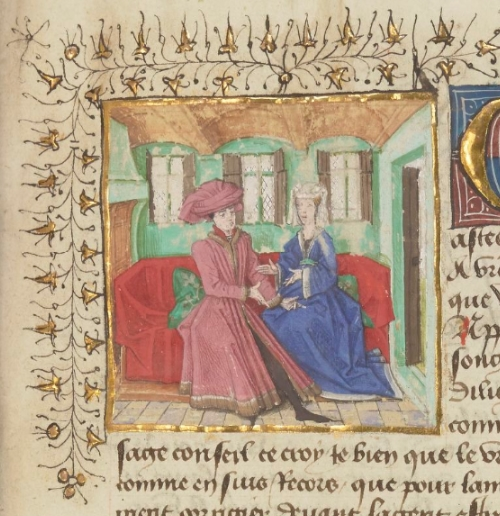
Illustration i 1400-talsexemplar av boken

Le Ménagier de Paris är en fransk bok i hushållslära från 1393 under medeltiden. Den riktar sig till kvinnor, boken ger råd om hur man skall bete sig och sköta ett hushåll, jämte recept, jakt och trädgårdsskötsel. Rent litterärt är den upplagd som en äldre man som ger sin (nya, unga) fru goda råd. Den har tre delar och en prolog. Lustigt nog är den del som förklarar hur man finner guds och sin makes kärlek den som förklarar hur man lagar mat.
Första delen innehåller nio kapitel, andra fem kapitel och ett appendix, den tredje delen är ett kapitel. Kapitlen är i sin tur uppdelade i olika delar.
Boken är skriven mellan juni 1392 och september 1394, men troligast 1393. Den gavs ut igen under 1800-talet av Jérôme Pichon (1812–1896), vilket var den som gjorde verket känt. Han hade köpt en originalkopia på auktion och övertygats om dess värde.